# José Ellis Ripper Filho
José Ellis Ripper Filho (Rio de Janeiro, 25 de fevereiro de 1939) é um engenheiro eletrônico, empresário, professor, pesquisador e inventor brasileiro, membro titular da Academia Brasileira de Ciências na área de Ciências Físicas desde 25 de março de 1975. Foi um cientista importante o desenvolvimento e fabricação da fibra óptica no Brasil.

## Vida pessoal
Se casou entre seu mestrado e doutorado e teve três filhos.

## Atividades como cientista

### Formação
Formado em engenharia eletrônica pelo Instituto Tecnológico da Aeronáutica em 1961, onde participou do trabalho de graduação dentro do Centro Acadêmico Santos Dumont que construiu Zezinho, o primeiro computador brasileiro. Em 1962, foi assistente no Instituto de Pesquisas da Marinha. Estudou pós-graduação no MIT como bolsista, se tornando Mestre em Ciências em 1963. Em 1964, formou-se em Engenharia Elétrica pelo ITA. Em 1966, tornou-se Doutor em Filosofia no MIT, com bolsa pelo CNPq.
Publicou 71 trabalhos e editou um livro. Possui 14 patentes, sendo 11 delas registradas no exterior. E, 1999, ficou em 15º no Ranking da Ciência em categoria da Física, com 1.266 citações.

### Bell Laboratories
Após a finalização de seu mestrado no ITA, trabalhou por cinco anos no Bell Telephone Laboratories, em Murray Hills. Ele, Cerqueira Leite e Rogério Cezar foram convocados para a trabalhar na empresa por Sérgio Porto, que também os tutelou. Lá, fundaram o Device Research Laboratory (Laboratório de Pesquisa em Dispositivos, em português), onde estudaram o uso de fibras ópticas para o setor de comunicação no Brasil. Sua pesquisa ia de acordo com o programa de integração social da Ditadura Militar. Na época, a Embratel e a Telebrás foram criadas com o mesmo objetivo. Entre os ramos de pesquisa da empresa, estava o desenvolvimento de um semicondutor laser capaz de operar em temperatura ambiente. O problema técnico era por conta da corrente limiar do laser, que era alta demais. Lá, o time de Ripper montou o semicondutor em um diamante, onde atingiram a menor temperatura em operação contínua da época, 70 °C. Então, Zhores Alferov deu um seminário na Bell Labs sobre a heteroestrutura dupla, uma nova estrutura de laser criada no Instituto Ioffe, na União Soviética, que possuia uma corrente limiar dez vezes menor. Com isso, o laboratório conseguiu desenvolver o semicondutor com sucesso. Outros laureados com o Nobel de Física a quem conheceu foram Willard Sterling Boyle e George Elwood Smith. Na mesma época, a Corning Glass demonstrou o funcionamento da primeira fibra óptica. Ripper, então, pensou que este seria o futuro do setor de comunicação.

### Unicamp
Os três cientistas voltaram ao Brasil, e em 1970 Ripper passou a lecionar no Instituto de Física da Unicamp. Lá, fundaram três principais centros de pesquisa: o desenvolvimento de semicondutores, a sua fabricação e o estudo de física do estado sólido. Para isso, foi criado o Departamento do Estado Sólido, e logo em seguida o Departamento de Física Aplicada, o primeiro do Brasil, que Ripper presidiu. Entre outras instituições de pesquisa que cooperou, estão o Centro de Pesquisas da Telebrás e o Instituto de Tecnologia Informática da SEI e a Fundação Universidade de Campinas. Em 1977, coordenou juntamente com Robert Archer experimentos com laser de semicondutores em uma cooperativa entre a Unicamp, por intermédio do Instituto de Física Gleb Wataghin, e os Laboratórios da Hewlett-Packard.
Em janeiro de 1974, a Telebrás e a Unicamp assinaram um contrato através de Ripper para o Projeto de Sistemas de Comunicação por Lasers, com o objetivo de desenvolver a tecnologia de fibra óptica em solo brasileiro e repassá-la para o setor privado. O projeto foi finalizado em 1983, com a Telebrás e a ABC-Xtal sendo responsáveis pela produção das fibras. Paralelamente, Ripper, com apoio da Telebrás, coordenou o projeto de transmissão digital de Rege Scarabucci, que deu origem ao Multiplex PCM-MCP 30. Saiu da universidade em 1993.
Foi homenageado pela Unicamp em 2017 em comemoração dos cinquenta anos do Instituto de Física Gleb Wataghin.

### AsGa
Nos anos 80, trabalhou como diretor-técnico da Elebra. Em 1987, Ripper e Francisco Prince compraram o setor da empresa que trabalhava com comunicação óptica e criaram em 1989 a AsGa, onde atuou como diretor. A empresa fabricava  lasers semicondutores de arseneto de gálio e outros produtos de microeletrônica. Ela sofreu dificuldades financeiras por causa do rápido processo de abertura econômica durante o governo Collor, mas sobreviveu. Entre seus lançamentos, estão modens ópticos capazes de operar entre -10 e 65 °C, e o Synchronous Digital Hierarchy (SDH), tecnologia de transmissão de alta capacidade por fibras ópticas feita em solo nacional. Os modens ópticos são usados tanto na indústria nacional quanto para exportação. O trabalho da empresa gerou interesse de figuras importantes do setor, como o ex-ministro de Ciência e Tecnologia Ronaldo Sardenberg, os ex-ministros de Comunicações Pimenta da Veiga e  Euclides Quandt de Oliveira e o ex-diretor da Telebrás general Alencastro e Silva. Atualmente, a AsGa está inoperante e em recuperação judicial.

### Atuação política
Em 1976, foi membro fundador da Academia de Ciências do Estado de São Paulo. Em 1983, ainda durante a Ditadura Militar, foi um dos dirigentes do CNPq.
Nos anos 2000, Durante o governo de Fernando Henrique Cardoso, apoiou iniciativas como a Lei de Inovação, por entender que, assim como nos países desenvolvidos, o governo brasileiro deveria estimular financeiramente projetos de inovação do setor privado. Foi nomeado em 20 de abril de 2001 como primeiro suplente dos representantes da comunidade científica do Comitê da Área de Tecnologia da Informação, e no mesmo ano colaborou com a criação do Livro Verde Ciência, Tecnologia e Inovação, Desafio para a sociedade brasileira, resultado do debate nacional sobre o conhecimento e da inovação, na aceleração do desenvolvimento social e econômico do país.
Em 2006, se encontrou com Luiz Inácio Lula da Silva durante as eleições. No mesmo ano, propôs a criação do Certificado de Tecnologia Nacional. No dia 17 de julho de 2008, passou a participar do o Comitê de Coordenação do Programa Institutos Nacionais de Ciência e Tecnologia, do Ministério de Ciência e Tecnologia.
Em dezembro de 2012, participou da cerimônia de abertura do evento que homenageou Renato Archer. Em 2014, participou da mesa de abertura da inalguração do Projeto Integrado Unicamp de Pesquisa, Desenvolvimento e Inovação, programa de bolsas de ensino superior entre a Unicamp e a Capes.
Em novembro de 2021, lançou carta juntamente com outros laureados com a Ordem Nacional do Mérito Científico contra a exclusão arbitrária do governo Bolsonaro dos cientistas Adele Schwartz Benzaken e Marcus Vinícius Guimarães de Lacerda dos agraciados pelo prêmio em 2021.

## Palestras e conferências
Foi chamado para organizar quase todas as conferências de Laser de Semicondutor do IEEE, sendo o vice chairman em 1974 e chairman em 1984. Passou por duas gestões da Comissão de Semicondutores da International Union of Pure and Applied Physics. Palestrou em diversos países. Foi o primeiro brasileiro a palestrar na China, convidado pela Academia de Ciências da China em 1976.

## Condecorações
- Membro titular da Academia Brasileira de Ciências (1975)[1]
- Tecnologia do Ano (Revista Nacional de Telecomunicações, 1982)[1]
- Ordem do Rio Branco (Ministério das Relações Exteriores, 1983)[1]
- Fellow (American Physical Society, 1983)[29]
- Prêmio Moinho Santista (Fundação Moinho Santista, 1987)[11]
- Comendador da Ordem Nacional do Mérito Científico (Presidente da República do Brasil, 1998).[30]
- Grã-Cruz da Ordem Nacional do Mérito Científico (Presidente da República do Brasil, 2008).
- Comendador da Ordem do Mérito das Comunicações (Ministério das Comunicações, 2016)[31]